# Iole de Freitas
Iole de Freitas (Belo Horizonte, 1945 –) brazil művész, szobrász, vésnök és installációs művész.
Tanulmányait Rio de Janeiróban  végezte. 1970-től 1978-ig Milánóban, Olaszországban dolgozott, mint a tervező.
Modern műalkotásai megtalálhatók múzeumokban Brazília-szerte. Művészetére Paul Cezanne, Edgar Degas, Pablo Picasso és Vlagyimir Tatlin hatott.